# Luchthaven Igarka
Luchthaven Igarka (Russisch: Аэропорт "Игарка") is een luchthaven in de kraj Krasnojarsk, Rusland. Het is gelegen op drie kilometer afstand van Igarka. Het is geschikt voor middelgrote vliegtuigen. Het is een vrij geïsoleerd vliegveld, aangezien het op een eiland ligt. 
Op 3 augustus 2010 stortte Katekavia vlucht 9375 neer in de buurt van Igarka. Twaalf van de vijftien inzittenden kwamen om het leven.